# 696 (szám)
A 696 (római számmal: DCXCVI) egy természetes szám.

## A szám a matematikában
A tízes számrendszerbeli 696-os a kettes számrendszerben 1010111000, a nyolcas számrendszerben 1270, a tizenhatos számrendszerben 2B8 alakban írható fel.
A 696 páros szám, összetett szám, kanonikus alakban a 23 · 31 · 291 szorzattal, normálalakban a 6,96 · 102 szorzattal írható fel. Tizenhat osztója van a természetes számok halmazán, ezek növekvő sorrendben: 1, 2, 3, 4, 6, 8, 12, 24, 29, 58, 87, 116, 174, 232, 348 és 696.
A 696 négyzete 484 416, köbe 337 153 536, négyzetgyöke 26,38181, köbgyöke 8,86210, reciproka 0,0014368. A 696 egység sugarú kör kerülete 4373,09697 egység, területe 1 521 837,747 területegység; a 696 egység sugarú gömb térfogata 1 412 265 429,1 térfogategység.